# Sepiadariidae
Famille
Les Sepiadariidae onstituent une famille de sépioles de l'ordre des Sepiida.

## Description et caractéristiques
Ce sont de petites sépioles, de 4 cm de long maximum. Elles vivent dans le sédiment, dont elles émergent de nuit pour se nourrir. 

## Liste des genres
Selon World Register of Marine Species (16 février 2016) :
- genre Sepiadarium Steenstrup, 1881 -- 6 espèces
- genre Sepioloidea d'Orbigny, 1845 -- 3 espèces